# Marie Krysinska
Marie Anastasie Vincentine Krysinska (Varsòvia, 22 de gener de 1857 - París, 15 de setembre de 1908) fou una poeta francesa d'origen polonès.

## Biografia
Filla d'un advocat de Varsòvia, Ksawery Jan Teodor Krysińesquí de Leliwa, i neta de l'economista i polític Dominik Krysińesquí, Marie Krysinska de Léliva arriba amb setze anys a París fer un curs d'harmonia i de composició al Conservatori de música, estudis que abandona aviat per consagrar-se a la literatura.
Des de 1882, publica a la Vida Moderna, a la Revista Le Chat Noir, i a la Revue Indépendante edita les pàgines literàries i els seus propis poemes.
Esdevé l'única dona membre activa dels cercles literaris dels Hydropathes, dels Zutistes, dels « Hirsutes » i dels « Jemenfoutistes », que es reunien al cabaret del Chat Noir. Participa a les tardes de la Goguette del Gat Noir.
El 1890 publica amb Lemerre el seu primer volum, Rimes pittoresques, i el 1892 publica L'Amour chemine, un recull de contes en prosa.
El 1894 publica un segon volum de rimes, Joies errantes; i el 1896, una novel·la, Folle de son corps. Segueix amb una altra novel·la, Juliette Cordelin, un altre poemari, Guitarres llunyanes, Calendes sentimentals (en prosa) i La força del desig (romànic).
També publicarà molts d'articles sobre literatura, art, música i crítica literària.
Casada amb el pintor Georges Bellenger (1847-1918), conegut sobretot per a les seves litografies — va ser la un de les il·lustradors més prolífers de les edicions Marpon i Flammarion — va fer amb ell diversos viatges als Estats Units.
El 2010, el grup francès Sati mata (rock post punk/electro) li va retre homenatge amb el fragment "une symphonie en gris", que forma part de l'EP "in.camera".

## Obres
- L'Amour chemine, Lemerre, 1892
- Rythmes pittoresques : mirages, symboles, femmes, contes, résurrections, Lemerre, 1890. Réédition : édition critique établie par Seth Whidden, Exeter, University of Exeter press, 2003 Texte en ligne
- Joies errantes : nouveaux rythmes pittoresques, Lemerre, 1894 Texte en ligne
- Intermèdes, nouveaux rythmes pittoresques : pentéliques, guitares lointaines, chansons et légendes, Messein, 1903 Texte en ligne
- La Force du désir, roman, Mercure de France, 1905 Texte en ligne

## Marie Krysinska, creadora delvers lliure?
Les opinions són diverses. Alphonse Séché parla de la possibilitat que Krysinska "fos l'origen primer d'aquest moviment". Hélène Millot ho afirma, i dona les dates de publicació dels primers poemes en vers lliure de Krysinska, anteriors als de Gustave Kahn, que reivindicava la creació del vers lliure: Symphonie en gris apareix a Le chat noir el 1882, mentre que els reculls de Kahn, Jules Laforgue i Francis Vielé-Griffin foren editats el 1887. Florence Goulesque no dona una solució, però convida a reflexionar sobre el Simbolisme i la poesia femenina.